# Kinghamia
 Kinghamia  C.Jeffrey, 1988 è un genere di piante angiosperme dicotiledoni della famiglia delle Asteraceae.

## Etimologia
Il nome scientifico del genere è stato definito per la prima volta dal botanico Charles Jeffrey (1934-) nella pubblicazione " Kew Bulletin. Kew, England" ( Kew Bull. 43(2): 274.) del 1988 .

## Descrizione
Le specie di questo genere sono delle erbacee con cicli biologici perenni. Spesso sulla superficie di queste piante sono presenti peli semplici o multisettati.
Le foglie sono disposte in modo alterno. Sono picciolate (sessili quelle superiori). La lamina è intera più o meno lanceolata con base attenuata verso il picciolo; la consistenza può essere membranacea. Le venature normalmente sono pennate. I margini sono continui o seghettati. La superficie può essere pubescente.
L'infiorescenza è formata da alcuni capolini peduncolati raccolti in formazioni informali. La struttura dei capolini è quella tipica delle Asteraceae: un peduncolo sorregge un involucro a forma spesso campanulata composto da 100 - 200 squame (o brattee) disposte su 5 - 6 serie embricate che fanno da protezione al ricettacolo sul quale s'inseriscono i fiori di tipo tubuloso. Le brattee dell'involucro, persistenti, a volte sono divise in esterne (con forme subulate) e interne (con forme ampie e apici acuti). Il ricettacolo normalmente è sprovvisto di pagliette (ricettacolo nudo).
I fiori, da 50 a 80, sono tetra-ciclici (ossia sono presenti 4 verticilli: calice – corolla – androceo – gineceo) e pentameri (ogni verticillo ha in genere 5 elementi). I fiori sono inoltre ermafroditi e actinomorfi.
- Formula fiorale:

*/x K {\displaystyle \infty }, [C (5), A (5)], G 2 (infero), achenio
- Calice: i sepali del calice sono ridotti ad una coroncina di squame.
- Corolla: la corolla, formata da un tubo imbutiforme terminanti in 5 lobi a punta ricurva, può essere pubescente oppure cosparsa di ghiandole; in altri casi i lobi possono essere sericei o spinosi. Il colore varia da blu a bianco.
- Androceo: gli stami sono 5 con filamenti liberi e distinti, mentre le antere sono saldate in un manicotto (o tubo) circondante lo stilo.[10] Le antere, pallide, sono sagittate con base ottusa; in genere sono prive di ghiandole. Il polline è del tipo triporato (con le fessure di germinazione costituite da tre pori)[11]; con polline triporato la parte più esterna dell'esina è sollevata a forma di creste e depressioni ("lophato" o echinolophato).
- Gineceo: lo stilo è filiforme con base con larghi nodi o protuberanze. Gli stigmi dello stilo sono due lunghi e divergenti; sono sottili, pelosi e con apice acuto. L'ovario è infero uniloculare formato da 2 carpelli. Gli stigmi hanno la superficie stigmatica interna (vicino alla base).[12]

I frutti sono degli acheni con pappo. Gli acheni hanno 10 coste con superficie glabra. All'interno si può trovare del tessuto di tipo idioblasto e rafidi di tipo subquadrato da corti a elongati; non è presente il tessuto fitomelanina. Il pappo è formato da corte setole decidue oppure può essere mancante.

## Biologia
- Impollinazione: l'impollinazione avviene tramite insetti (impollinazione entomogama tramite farfalle diurne e notturne).
- Riproduzione: la fecondazione avviene fondamentalmente tramite l'impollinazione dei fiori (vedi sopra).
- Dispersione: i semi (gli acheni) cadendo a terra sono successivamente dispersi soprattutto da insetti tipo formiche (disseminazione mirmecoria). In questo tipo di piante avviene anche un altro tipo di dispersione: zoocoria. Infatti gli uncini delle brattee dell'involucro si agganciano ai peli degli animali di passaggio disperdendo così anche su lunghe distanze i semi della pianta.

## Distribuzione e habitat
Le specie di questo gruppo si trovano principalmente in Africa tropicale.

## Tassonomia
La famiglia di appartenenza di questa voce (Asteraceae o Compositae, nomen conservandum) probabilmente originaria del Sud America, è la più numerosa del mondo vegetale, comprende oltre 23.000 specie distribuite su 1.535 generi, oppure 22.750 specie e 1.530 generi secondo altre fonti (una delle checklist più aggiornata elenca fino a 1.679 generi). La famiglia attualmente (2021) è divisa in 16 sottofamiglie.

### Filogenesi
Le specie di questo gruppo appartengono alla sottotribù Erlangeinae descritta all'interno della tribù Vernonieae Cass. della sottofamiglia Vernonioideae Lindl.. Questa classificazione è stata ottenuta ultimamente con le analisi del DNA delle varie specie del gruppo. Da un punto di vista filogenetico in base alle ultime analisi sul DNA la tribù Vernonieae è risultata divisa in due grandi cladi: Muovo Mondo e Vecchio Mondo. I generi di Erlangeinae appartengono al subclade relativo all'Africa tropicale e meridionale (l'altro subclade africano comprende anche specie delle Hawaii) frammisti ai generi di altre sottotribù; si tratta quindi di un clade non ancora ben risolto filogeneticamente.
La sottotribù, e quindi i suoi generi, si distingue per i seguenti caratteri:
- le specie della sottotribù sono principalmente di origine Africana;
- nella pubescenza sono presenti peli da asimmetrici a simmetrici a forma di "T";
- alcune specie hanno delle foglie pennate divise in segmenti;
- le infiorescenze in genere non sono sottese alla base da brattee fogliacee;
- il polline varia da triporato a tricolporato;
- gli acheni possono avere da 4 a 12 coste;
- il pappo è cupoliforme.

In precedenza la tribù Vernonieae, e quindi la sottotribù di questo genere, era descritta all'interno della sottofamiglia Cichorioideae.
I caratteri distintivi per le specie di questo genere sono:
- i lobi della corolla a maturità si presentano riflessi;
- le teche delle antere sono pallide e parzialmente visibili;
- la base dello stilo è provvista di distinti nodi;
- l'origine delle specie è africana.

### Elenco delle specie
Questo genere ha 5 specie:
- Kinghamia angustifolia (Benth.) C.Jeffrey
- Kinghamia engleriana  (Muschl.) C.Jeffrey
- Kinghamia foliosa  (O.Hoffm.) C.Jeffrey
- Kinghamia macrocephala  (Oliv. & Hiern) C.Jeffrey
- Kinghamia nigritana  (Benth.) C.Jeffrey